# زمین‌لرزه ۱۹۷۰ کلمبیا
زمین‌لرزه کلمبیا در تاریخ ۳۱ ژوئیه ۱۹۷۰ میلادی، برابر با ‎۹ مرداد ۱۳۴۹، ساعت ۱۷:۰۸:۰۶ به زمان یوتی‌سی در کلمبیا رخ داد. ژرفای این زلزله ۶۴۴٫۸ کیلومتر بود. بزرگی آن ۷٫۵ در مقیاس mB اعلام شده‌است. زمین‌لرزه به وقت محلی در روز جمعه، ساعت ۱۲ روی داده و منطقه زمانی آن یوتی‌سی -۵ بوده‌است.
سازمان زمین‌شناسی آمریکا نیز جای این زمین‌لرزه را در مختصات ۱°۳۰′جنوبی ۷۲°۳۶′غربی / ۱٫۵°جنوبی ۷۲٫۶°غربی و بزرگی آن را برابر با ۷٫۱ در مقیاس ریشتر اعلام کرده‌است. ژرفای گزارش شده از سوی این سازمان ۶۵۱ کیلومتر می‌باشد.